# Conceição do Almeida (ort)
Conceição do Almeida är en ort i Brasilien.   Den ligger i kommunen Conceição do Almeida och delstaten Bahia, i den östra delen av landet, 1 000 km öster om huvudstaden Brasília. Conceição do Almeida ligger 219 meter över havet och antalet invånare är 9 690.
Terrängen runt Conceição do Almeida är platt. Närmaste större samhälle är Cruz das Almas, 14,2 km nordost om Conceição do Almeida.
Omgivningarna runt Conceição do Almeida är huvudsakligen savann. Runt Conceição do Almeida är det ganska tätbefolkat, med 100 invånare per kvadratkilometer.